# 史貽簡
史貽簡（1679年—1761年），字方濤，號平雅，江南江寧府溧陽縣人，清朝政治人物。

## 生平
生於康熙十八年（1679年）三月初十日。五十二年（1713年）癸巳恩科江南鄉試副榜，雍正元年（1723年）癸卯恩科江南鄉試舉人，考取內閣中書，歷官兵部武選司郎中，誥授朝議大夫，乾隆二十六年（1761年）七月初三日卒，享年八十三歲。

## 家族
祖父史鶴齡有四子：史夔（進士）、史普（進士）、史隨（進士）、史燾。父史夔子史貽直、史貽謨均為進士。史貽直子史奕簪亦為進士。一門七進士。
夫人潘氏（贈恭人）；繼妻潘氏（贈恭人）；側室張氏（贈孺人）。有二子：史應暘，繼潘恭人出；史應曜，張孺人出。